# Stanisław Bełzecki
Stanisław Bełzecki Станислав Игнатьевич Белзецкий (ur. w 1856 w Pińkówce na Podolu, zm. 16 lutego1932 w Warszawie) – polski inżynier kolejnictwa i budowy mostów, profesor zwyczajny.

## Życiorys
Urodził się w rodzinie Ignacego, ziemianina, i Emilii z Bylewskich. Ukończył gimnazjum w Białej Cerkwi w 1878, następnie podjął studia inżynieryjne w Petersburgu w Instytucie Inżynierów Komunikacji Cesarza Aleksandra I. Dyplom otrzymał w 1884. Do 1890 pracował w Głównym Towarzystwie Kolei Żelaznych na linii Petersburg-Warszawa jako inżynier miasta Wilna. W tym czasie wykonał projekt i budowę mostu na rzece Łosośnie pod Grodnem. Od 1890 do 1891 pracował w zarządzie Towarzystwa Kolei Żelaznych w Petersburgu. Zaprojektował wiadukt przez dolinę Suchoj Łog na linii kolejowej Moskwa-Kazań-Jekaterynburg. później wstąpił do Zarządu Kolei Władykaukaskiej, jako kierownik Wydziału Technicznego budowy nowych kolei na Kaukazie (ok. 1500 km). Zaczął specjalizować się w konstrukcji mostów oraz przepustów nad torami, których szereg zaprojektował (m.in. w Grodnie, w Rostowie przez rzekę Don, nad rzekami Terek i Samur), a jednocześnie ogłosił drukiem w języku rosyjskim kilka prac teoretycznych, m.in. Racjonalne kształty łuków sprężystych (1905). Jego pierwsza praca naukowa „Teoria sklepień” wydana została w 1899 roku w języku rosyjskim i została nagrodzona przez Petersburską Akademię Nauk. Od 1895 wykładał na swej macierzystej uczelni i prowadził badania naukowe. Na początku XX w. wyjechał do Paryża, gdzie uczęszczał na wykłady tamtejszych specjalistów kolejnictwa. W 1905 zamieszkał na stałe w Petersburgu, zajmując stanowisko doradcy technicznego Głównego Zarządu Kolei Władykaukaskiej. W 1907 podjął pracę naukową i dydaktyczną i został kierownikiem katedry statyki budowli w Instytucie Politechnicznym w Petersburgu. W późniejszym okresie otrzymał tytuł profesora nadzwyczajnego na tej uczelni. Wykładał także teorię sprężystości w Instytucie Technologicznym. Z owych wykładów wydał skrypty „Teoria sprężystości”, „Mechanika budowli”, „Wytrzymałość materiałów” oraz „Statyka ciał sypkich i ścian podporowych”.

## Powrót do Polski
Po rewolucji październikowej wyjechał w 1921 do Polski, gdzie w 1922 otrzymał tytuł profesora zwyczajnego oraz katedrę na Politechnice Warszawskiej na Wydziale Inżynierii Lądowej. W 1930 został doktorem honoris causa Politechniki Lwowskiej. Od 1923 był członkiem Akademii Nauk Technicznych w Warszawie, a od 1930 Towarzystwa Naukowego Warszawskiego.
Stanisław Bełzecki interesował się projektowaniem oraz obliczaniem parametrów mostów oraz przepustów sklepiowych kamiennych, betonowych i żelbetonowych. W swoich pracach wskazywał na możliwość wykorzystania krzywej koszowej jako osi sklepienia oraz opracował metodę jej budowy. Jako pierwszy opracował sposób poprawy rozkładu naprężeń drogą przesuwania osi sklepienia w zależności od krzywej sznurowej obciążenia stałego. W budowanych przez siebie konstrukcjach Stanisław Bełzecki stosował przepusty o osi sklepienia będącej częścią elipsy o dłuższej osi pionowej, tzw. przepusty Bełzeckiego.
Zmarł w Warszawie, pochowany na cmentarzu Powązkowskim (miejsce grobu nieustalone).